# Stubba
Stubba är ett naturreservat i Gällivare kommun i Norrbottens län.
Området är naturskyddat sedan 1988 och är 350 kvadratkilometer stort. Reservatet omfattar ett myrområde med mindre lågfjäll som ansluter i söder till Muddus nationalpark. Reservatet består av gammal urskog och fjällbjörkskog.  